# Pinguicula greenwoodii
Pinguicula greenwoodii är en tätörtsväxtart som beskrevs av M. Cheek. Pinguicula greenwoodii ingår i släktet tätörter, och familjen tätörtsväxter. Inga underarter finns listade i Catalogue of Life.